# Dinobothrium paciferum
Dinobothrium paciferum is een lintworm (Platyhelminthes; Cestoda). De worm is tweeslachtig. De soort leeft als parasiet in andere dieren.
Het geslacht Dinobothrium, waarin de lintworm wordt geplaatst, wordt tot de familie Phyllobothriidae gerekend. De wetenschappelijke naam van de soort werd voor het eerst geldig gepubliceerd in 1948 door Sproston.